# Perlomyia nipponica
Perlomyia nipponica är en bäcksländeart som först beskrevs av Okamoto 1922.  Perlomyia nipponica ingår i släktet Perlomyia och familjen smalbäcksländor. Inga underarter finns listade i Catalogue of Life.